# Anderssvedjedjupet
Anderssvedjedjupet är en sjö i Norrtälje kommun i Uppland och ingår i Skeboån-Broströmmens kustområde. Sjön har en area på 0,293 kvadratkilometer och ligger 0,1 meter över havet.

## Delavrinningsområde
Anderssvedjedjupet ingår i det delavrinningsområde (664262-167467) som SMHI kallar för Mynnar i havet. Medelhöjden är 14 meter över havet och ytan är 24,8 kvadratkilometer. Det finns inga avrinningsområden uppströms utan avrinningsområdet är högsta punkten. Avrinningsområdets utflöde mynnar i havet. Avrinningsområdet består mestadels av skog (62 procent) och jordbruk (23 procent). Avrinningsområdet har 0,97 kvadratkilometer vattenytor vilket ger det en sjöprocent på 3,9 procent.